# Ксьонж (Куявсько-Поморське воєводство)
Ксьонж (пол. Książ, нім. Wiesental) — село в Польщі, у гміні Стшельно Моґіленського повіту Куявсько-Поморського воєводства.
Населення — 41 особа (2011).
У 1975-1998 роках село належало до Бидгощського воєводства.

## Демографія
Демографічна структура станом на 31 березня 2011 року:
|          | Загалом | Допрацездатний вік | Працездатний вік | Постпрацездатний вік |
| -------- | ------- | ------------------ | ---------------- | -------------------- |
| Чоловіки | 21      | 2                  | 14               | 5                    |
| Жінки    | 20      | 6                  | 9                | 5                    |
| Разом    | 41      | 8                  | 23               | 10                   |